# Fibraurea
Fibraurea é um género botânico pertencente à família Menispermaceae.

## Espécies
- Fibraurea chloroleuca
- Fibraurea elliptica
- Fibraurea fasciculata
- Fibraurea haematocarpus
- Fibraurea laxa
- Fibraurea manipurensis
- Fibraurea recisa
- Fibraurea tinctoria
- Fibraurea tinosporoides
- Fibraurea trotteri